# Molesbachtalbrücke
Die Molesbachtalbrücke ist eine Autobahnbrücke der Bundesautobahn 1 bei Riol im Landkreis Trier-Saarburg über den Molesbach. Sie ist 300 Meter lang und befindet sich auf einem Abschnitt mit einer leichten Steigung. 
Unweit der Brücke befindet sich der Autobahnparkplatz Mehringer Höhe mit einer weiten Aussicht über das Moseltal.